# 船秦勝
船 秦勝（ふね の はだかつ）は、飛鳥時代から奈良時代にかけての貴族。名は甚勝とも記される。姓は連。官位は正五位下・出雲守。

## 経歴
文武天皇4年（700年）巡察使の奏上に基づいて、諸国の国司らが治績に応じて位階を進められ、あるいは封戸を与えられたが、この時に因幡守であった秦勝は封戸30戸を（この時の冠位は勤大壱（正六位上に相当））、遠江守であった漆部道麻呂は封戸20戸を与えられている。
慶雲2年（705年）従五位下に叙爵すると、和銅7年（714年）従五位上から正五位下に昇叙されるなど、文武朝末から元明朝にかけて昇進した。なおこの間の和銅2年（709年）造雑物法用司が設置されると、采女枚夫・多治比三宅麻呂・笠吉麻呂らとともにこれに任ぜられている。
元正朝初頭の霊亀2年（716年）出雲守に任ぜられた。

## 官歴
『続日本紀』による。
- 時期不詳：因幡守。勤大壱
- 文武天皇4年（700年） 8月22日：賜封戸30戸
- 時期不詳：正六位上
- 慶雲2年（705年） 12月27日：従五位下
- 和銅2年（709年） 3月23日：造雑物法用司
- 時期不詳：従五位上
- 和銅7年（714年） 正月5日：正五位下
- 霊亀2年（716年） 4月27日：出雲守